# Canto della prateria
Canto della prateria, altrimenti noto col titolo Song of the Prairie, è un cortometraggio di animazione cecoslovacco del 1949, diretto da  Jiří Trnka e Jiří Brdečka. 

## Trama
Alla diligenza che sta percorrendo le insidiose contrade del Far West si affianca, a cavallo, l’Eroe, che, scambiato un pegno d’amore ed un duetto operistico con la Bella attraverso il finestrino della vettura, continua poi per la sua strada.
All’entrata di un minaccioso canyon sale sulla diligenza un losco figuro, il Cattivo, che manipola con destrezza delle carte da gioco, fra le quali fa in modo, con le sue capacità di baro, che la Bella estragga un asso di cuori. Dopo essersi fermati in un ranch per la notte, il Cattivo, mentre i coyote ululano alla luna ed i sombreros abbondano, organizza la propria banda, coll’aiuto della quale il giorno dopo assalterà il convoglio.
Il Cattivo, riuscito l’attacco, si impadronisce dell’oro trasportato dalla diligenza e rapisce la Bella. Tuttavia l’Eroe, su indicazioni del proprio cavallo (che fiuta le bottiglie di whisky gettate sulla strada dal cocchiere man mano che se le era scolate), raggiunge e salva la Bella (lasciandola temporaneamente appesa ad un ramo di un albero), ed insegue il Cattivo.
Dopo una rocambolesca lotta fra alti pinnacoli rocciosi, il Cattivo precipita, seguito da una coppia di avvoltoi che pregustano la preda, e muore.
L’Eroe recupera quindi la Bella dal ramo, ed i due, sempre duettando, convolano a nozze.